# Texanischer Brunnenmolch

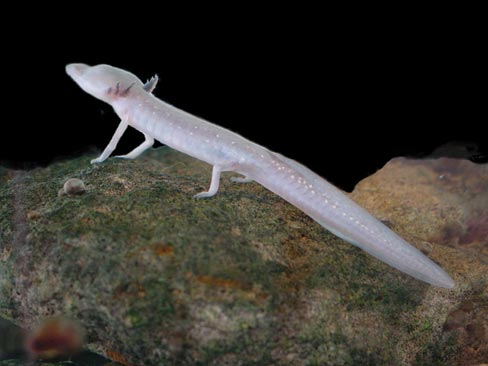
Seitenansicht

Der Texanische Brunnenmolch (Eurycea rathbuni), auch Rathbunscher Brunnenmolch genannt, ist ein nur im US-Bundesstaat Texas vorkommender, blinder Höhlenbewohner aus der Familie der Lungenlosen Salamander (Plethodontidae). In Aussehen und Lebensweise erinnert er an den europäischen Grottenolm. Das Artepitheton ehrt den US-amerikanischen Meeresbiologen Richard Rathbun (1852–1918).

## Merkmale
Den 8 bis 13,5 Zentimeter langen Schwanzlurch charakterisiert ein langgezogener und flacher Kopf mit spatelförmiger Schnauze. Die schmalen, langen Gliedmaßen enden vorne in vier und hinten in fünf Zehen. Der Schwanz ist seitlich zusammengepresst und spitzt sich am Ende zu. Der Rumpf ist durch 12 Einschnürungen (Rippenwulste) segmentiert. Die weiße Haut hat fast keine Pigmente, die Augen sind nurmehr rudimentär unter der Haut vorhanden. Die leuchtend roten Kiemen behält das Tier sein Leben lang (vergleiche: Neotenie).

## Vorkommen, Lebensweise
Der Texanische Brunnenmolch lebt aquatil nur in den Höhlengewässern des „Edwards Aquifer“ in San Marcos im Hays County von Texas, vor allem im so genannten „San Marcos Pool“.
Zur Nahrungssuche wird der Kopf am Gewässergrund hin und her bewegt, um Schnecken, Krebse und andere Wirbellose taktil zu erbeuten.

## Fortpflanzung
Der Texanische Brunnenmolch pflanzt sich das ganze Jahr über fort. Das Weibchen stimuliert das Männchen zur Paarung, indem es mit seinem Kinn am Rücken des Männchens reibt. Bringt dieses Verhalten das Männchen nicht in Paarungsstimmung, wendet das Weibchen Methoden wie Kratzen, Knabbern oder Schlagen mit dem Schwanz an. Das Männchen legt die Spermatophore auf einen Stein und das Weibchen nimmt sie mit seiner Kloake auf.

## Gefährdung
Aufgrund des extrem beschränkten Verbreitungsgebiets gilt diese Art als gefährdet. Der Texanische Brunnenmolch benötigt das saubere, kalte Wasser des Edwards Aquifers. Die Verschmutzung und die Übernutzung der Trinkwasserreserven durch das Wachsen der Siedlungen in dieser Gegend stellen eine Gefahr für das Überleben der Art dar.